# 演州
演州，唐朝时设置的州。以演水得名。

## 唐代
隋為咸驩縣，屬九真郡。武德五年，於咸驩縣地置驩州，領安人縣、扶演縣、相景縣、西源縣四縣，治安人縣（今越南乂安省演州县西）。貞觀九年（《新唐書》作貞觀元年），改為演州。十三年，省相景縣入扶演縣。十六年，廢演州。其所管四縣，廢入咸驩縣。後咸驩縣改為懷驩縣。廣德二年析驩州復置演州龍池郡，本忠義郡，又曰演水郡，領縣七：忠義縣、懷驩縣、龍池縣、思農縣、武郎縣、武容縣、武金縣。移治忠義縣（今演州县），属镇南都护府（后改安南都护府）。辖境相当今越南乂安省北部。东控大海，南当往林邑、扶南大路。

## 五代宋元
五代晋天福四年（939年）後地入交趾，或改寨、路、府，但其名不廢。

## 明代
- 明永樂五年六月癸未（1407年7月5日）置演州府，領演州，演州先後領千冬縣、芙蓉縣、芙蒥縣、瓊林縣、茶清縣五縣[4][5][6]。
- 永樂十三年八月二十三日丁亥（1415年9月25日），革演州府為演州直隸州，以千冬縣入演州，並演州之芙蓉縣入瓊林縣[7][8][9][10]。
- 永樂十七年秋九月丙辰（1419年10月3日），革演州之茶清縣入本州[11][8][9][10]。
- 宣德二年（1427年）地入安南。